# 南京攻略戦の戦闘序列
南京戦における日中両軍の戦闘序列は以下の通りである。

## 日本軍

### 中支那方面軍戦闘序列
- 中支那方面軍 (司令官・松井石根大将、参謀長・塚田攻少将、参謀副長・武藤章大佐)
  - 上海派遣軍 (司令官・朝香宮鳩彦王中将)
  - 第10軍 (司令官・柳川平助中将)
  - 第3飛行団 (団長・値賀忠治少将)
    - 飛行第3大隊 (吉田定雄大佐)・第8大隊 (武田惣次郎大佐)・第5大隊第2中隊 (上田虎雄大尉)
    - 独立飛行第4中隊 (大尉神崎清)・第6中隊 (大尉押目音治郎)・第10隊 (大尉安部勇雄)・第11中隊 (野中俊雄大尉)・第15中隊 (瀧昇中佐)

  - 中支那方面軍通信隊（長・結城朝久工兵中佐）
    - 第一兵站電信隊
    - 野戦電信第18中隊、第37中隊
    - 無線電信第4小隊、第5小隊、第6小隊、第7小隊。第54小隊、第55小隊

  - 中支那方面軍鉄道隊（長・佐藤質工兵大佐）
    - 鉄道第一聯隊
    - 第七師団第五陸上輸卒兵隊
    - 第十師団第九陸上輸卒兵隊
    - 第十一師団第一建築輸卒隊
    - 第10、第18、第24、第25停車場司令部

  - 第二野戦測量隊
  - 第五野戦気象隊

第三野戦築城部
中支那派遣憲兵隊
第５野戦航空廠

### 上海派遣軍戦闘序列
- 上海派遣軍 (司令官・朝香宮鳩彦王中将、参謀長・飯沼守少将、参謀副長・上村利道大佐)
  - 第3師団 (名古屋、「藤田部隊」) 先遣隊 
    - 歩兵第68聯隊 (岐阜、聯隊長・鷹森孝)

  - 第9師団 (金沢、師団長・中将吉住良輔、参謀長・大佐中川広大佐)
    - 歩兵第6旅団 (旅団長・秋山義兌少将)
      - 歩兵第7聯隊 (金沢、聯隊長・伊佐一男大佐)
      - 歩兵第35聯隊 (富山、聯隊長・富士井末吉大佐)

    - 歩兵第18旅団 (旅団長・井出宣時少将)
      - 歩兵第19聯隊 (敦賀、聯隊長・人見秀三大佐)
      - 歩兵第36聯隊 (鯖江、聯隊長・脇坂次郎大佐)

    - 騎兵第9聯隊 (金沢、聯隊長・森吾六大佐)
    - 山砲兵第9聯隊 (金沢、聯隊長・芹沢透大佐)
    - 工兵第9聯隊 (金沢、聯隊長・野中利貞大佐)
      - 輜重兵第9聯隊 (金沢、聯隊長・三田村正之助大佐)

  - 第13師団 (仙台第13師団の一部、山田支隊)
    - 歩兵第103旅団 (旅団長・山田栴二少将) 
      - 歩兵第65聯隊 (会津若松、聯隊長・両角業作大佐)
      - 山砲兵第19聯隊 (聯隊長横尾闊中佐)第3大隊 (III長・行方正一少佐)※南京戦にはIIIのみ参加[2]。

  - 第16師団 (京都、師団長・中将中島今朝吾、参謀長・中沢三夫大佐) 
    - 歩兵第19旅団 (旅団長・草場辰巳少将)
      - 歩兵第9聯隊 (京都、聯隊長・片桐護郎大佐)
      - 歩兵第20聯隊 (福知山、聯隊長・大野宣明大佐)

    - 歩兵第30旅団 (旅団長・佐々木到一少将)
      - 歩兵第33聯隊 (久居、聯隊長・野田謙吾大佐)
      - 歩兵第38聯隊 (奈良、聯隊長・助川静二大佐)

    - 騎兵第20聯隊 (聯隊長・笠井敏松中佐)
    - 野砲兵第22聯隊 (聯隊長・三国直福大佐)
    - 工兵第16聯隊 (聯隊長・今中武義大佐)
    - 輜重兵第16聯隊 (聯隊長・柄沢畔夫中佐)

  - 第101師団 (京都、師団長：伊東政喜予備役中将）
    - 歩兵第101旅団：佐藤正三郎予備役少将
      - 歩兵第101連隊（東京、長：飯塚国五郎大佐）
      - 歩兵第149連隊（甲府、長：津田辰参大佐）

    - 歩兵第102旅団：工藤義雄予備役少将
      - 歩兵第103連隊（東京、長：谷川幸造大佐）
      - 歩兵第157連隊（佐倉、長：福井浩太郎大佐）
      - 騎兵第101連隊：大島久忠大佐
      - 野砲兵第101連隊：山田秀之助中佐
      - 工兵第101連隊：八隅錦三郎大佐

    - 輜重兵第101連隊：鳥海勝雄中佐
    - 師団通信隊

  - 歩兵第十旅団
  - 独立機関銃第1大隊：浦野清治郎歩兵少佐
  - 独立機関銃第2大隊：皆博武久歩兵少佐
  - 独立機関銃第7大隊：平柳源吾歩兵中佐

上海派遣軍直轄機甲部隊
- 戦車第1大隊（長：岩中義治大佐）
- 戦車第5大隊（長：細見惟雄中佐）
  - 第2中隊（長：高橋清伍大尉）
    - 第1小隊長：西住小次郎中尉

  - 独立軽装甲車第2中隊（長：藤田実彦少佐）
  - 独立軽装甲車第6中隊（長：井上直造中尉）
  - 独立軽装甲車第7中隊（長：矢口曻中尉）
  - 独立軽装甲車第8中隊（長：福田林治大尉）

上海派遣軍直轄砲兵部隊
- 野戦重砲兵第5旅団 (長・内山英太郎少将)
  - 野戦重砲兵第11聯隊 (長・中佐浅野弥五郎)・第12聯隊 (長・中佐富田富蔵)
- 独立野戦重砲兵第10聯隊 (長・中佐長屋朝生)・第15聯隊 (長・中佐街道長作)・第2大隊 (長・少佐西田茂)・第3大隊 (長・少佐重永𣸲)・第4大隊 (長・少佐二宮精一)
- 攻城重砲兵第1聯隊第1大隊 (長・小笠原勝国少佐)
- 独立攻城重砲兵第1大隊 (長・少佐松村精)・第2大隊 (長・少佐万波蔀)
- 独立重砲兵第5大隊 (長・少佐鈴木茂)
- 独立攻城重砲兵中隊 (長・片山一彦大尉)
- 臨時攻城重砲兵中隊 (長・岡田峮一大尉)
- 独立気球第2中隊 (長・少佐神吉武吉)・第3中隊 (長・少佐纐纈哲三)
- 第2野戦高射砲兵司令部 (長・伊藤範治中佐)
- 独立臼砲第1、第2大隊
- 近衛師団第7野戦高射砲隊（長：東庄太郎砲兵中尉）
- 第4師団第1野戦高射砲隊（長：谷口巽砲兵少尉）
- 第5師団第3野戦高射砲隊（長：河内義一砲兵少尉）
- 第16師団第5、第6、第7、第8、第9、第10野戦高射砲隊
- 近衛師団第3野戦照空隊（長：松崎鶴亀男砲兵中尉）
- 近衛師団第4野戦照空隊（長：森本敏昭砲兵中尉）
- 第3師団第7、8、9野戦照空隊

上海派遣軍直属工兵部隊
- 独立工兵第1連隊（第１中隊欠、長：小池愛雄工兵中佐）
- 独立工兵第8連隊（長：松井謙三工兵中佐）
- 独立工兵第9連隊（長：織田義重工兵中佐）
- 独立工兵第12連隊（長：吉野義美工兵中佐）
- 通信隊（長：青柳三郎工兵大佐）
- 瓦斯隊（長：森田豊秋歩兵少佐）
- 第3,9,10師団架橋材料中隊
- 近衛師団、第一師団渡河材料中隊
- 第二野戦化学実験部（長：風早清工兵大佐）

上海派遣軍直属兵站部隊
- 第8師団第1兵站司令部（長：佐藤八重五郎歩兵大佐）
- 第8師団第2兵站司令部（長：織田三郎歩兵大佐）
- 第9師団第1兵站司令部（長：千田俔次郎歩兵大佐）
- 第15兵站輜重兵隊（長：中村貞治輜重兵大佐）
- 第18兵站輜重兵隊（長：矢代享輔輜重兵大佐）
- 第19兵站輜重兵隊（長：松田重次輜重兵少佐）
- 第30兵站輜重兵隊（長：田村彌三郎騎兵大佐）
- 第1兵站自動車隊（長：北薗豊藏輜重兵中佐）
  - 兵站自動車第13中隊（長：池田充四郎騎兵大尉
  - 兵站自動車第14中隊（長：渡邊光輜重兵少佐）
  - 兵站自動車第17中隊（長：井上軍二輜重兵中尉）
  - 兵站自動車第18中隊（長：前田光男輜重兵中尉）
  - 兵站自動車第19中隊（長：板倉勝滿輜重兵少佐）
  - 兵站自動車第47中隊（長：松井滑一騎兵大尉）
  - 兵站自動車第55中隊（長：魚谷正弘輜重兵中尉）
  - 兵站自動車第56中隊（長：井上道之介輜重兵中尉）
  - 兵站自動車第71中隊（長：山口英男輜重兵大尉）
  - 兵站自動車第72中隊（長：倉島安伊砲兵大尉）
- 第1兵站自動車隊（長：森永武雄輜重兵大佐）
  - 兵站自動車第40中隊　船橋徳次歩兵少尉）
  - 兵站自動車第41中隊（長：竹内豊弌歩兵中尉）
  - 兵站自動車第81中隊（長：福頼悦夫輜重兵中尉）
  - 兵站自動車第82中隊（長：伊地知李春砲兵大尉）
  - 兵站自動車第83中隊（長：八下田己作砲兵大尉）
  - 兵站自動車第84中隊（長：佐藤久三郎砲兵少尉）
  - 兵站自動車第85中隊（長：岩中赳夫輜重兵少佐）
  - 兵站自動車第86中隊（長：亀谷貞朝留歩兵少佐）
  - 兵站自動車第28中隊（長：竹村利之助歩兵少尉）
  - 兵站自動車第29中隊（長：佐藤良雄歩兵少尉）
  - 兵站自動車第31中隊（長：岡田幸胤歩兵中尉）
  - 兵站自動車第32中隊（長：小田寅二歩兵少尉）
- 上海派遣軍予備馬廠（長：前川政一騎兵中尉）
- 上海派遣軍野戦予備病院（長：宮城篤珍軍医大佐）
- 上海派遣軍患者輸送部
- 上海派遣軍第1,2,3兵站病院
- 上海派遣軍第1,2,3兵站病馬廠

### 第10軍戦闘序列
- 第10軍 (司令官・中将柳川平助、参謀長・少将田辺盛武)
  - 第6師団 (京都、師団長・中将谷寿夫、参謀長・大佐下野一霍、作戦主任佐藤幸徳、情報主任藤原武、後方主任岡田重美)
    - 歩兵第11旅団 (旅団長・少将坂井徳太郎)
      - 歩兵第13聯隊 (熊本、聯隊長・大佐岡本保之)
      - 歩兵第47聯隊 (大分、聯隊長・大佐長谷川正憲)

    - 歩兵第36旅団 (旅団長・少将牛島満)
      - 歩兵第23聯隊 (都城、聯隊長・大佐岡本鎮臣)
      - 歩兵第45聯隊 (鹿児島、聯隊長・大佐竹下義晴)

    - 騎兵第6聯隊 (熊本、聯隊長・中佐猪木近太)
    - 野砲兵第6聯隊 (熊本、聯隊長・中佐藤村譲)
    - 工兵第6聯隊 (熊本、聯隊長・大佐中村俊雄)
    - 輜重兵第6聯隊 (熊本、聯隊長・大佐川真田国衛)

  - 第18師団
  - 第114師団 (宇都宮、師団長・中将末松茂治、参謀長・大佐磯田三郎)
    - 歩兵第127旅団 (旅団長・少将秋山充三郎)
      - 歩兵第102聯隊 (水戸、聯隊長・大佐千葉小太郎)
      - 歩兵第66聯隊 (宇都宮、聯隊長・中佐山田常太)

    - 歩兵第128旅団 (旅団長・少将奥保夫)
      - 歩兵第115聯隊 (高崎、聯隊長・中佐矢ヶ崎節三)
      - 歩兵第150聯隊 (松本、聯隊長・中佐山本重悳)

    - 騎兵第118大隊 (大隊長・少佐天城幹七郎)
    - 野砲兵第120聯隊 (聯隊長・中佐大塚昇)
    - 工兵第114聯隊
    - 輜重兵第114聯隊

- - 国崎支隊 (第5師団・歩兵第9旅団、旅団長・少将国崎登)
    - 歩兵第41聯隊 (福山、聯隊長・大佐山田鉄二郎)
    - 騎兵小隊
    - 独立山砲兵第3聯隊 (久留米、聯隊長・大佐月野木正雄)
    - 工兵小隊
    - 師団通信小隊
    - 輜重兵第五聯隊第一中隊
    - 衛生隊
    - 野戦病院

- - 第18師団（久留米、師団長牛島貞雄、参謀長小藤恵）
    - 歩兵第55連隊（大村、長・野副昌徳）
    - 歩兵第56連隊（久留米、長・藤山三郎）
    - 歩兵第114連隊（小倉、長・片岡角次）
    - 歩兵第124連隊（福岡、長・小堺芳松）
    - 騎兵22大隊（久留米、長・小池昌次）
    - 野砲兵12聯隊（久留米、長・浅野末吉）
    - 工兵12聯隊（久留米、長・井沢新）
    - 輜重兵12聯隊（久留米、長・川内益実）

- - 独立機関銃第八大隊

独立軽装甲車第六旅団
  - 独立山砲兵第2聯隊 (長・中佐原田鶴吉)
  - 野戦重砲兵第6旅団 (長・少将石田保道) 
    - 野戦重砲兵第13聯隊 (長・大佐橋本欣五郎)
    - 野戦重砲兵第14聯隊 (長・大佐井手龍男)

- 第一防空隊
  - 第1野戦高射砲兵司司令部 (長・中佐西田通久)
  - 第３師団第25,26,27,28野戦高射砲隊
  - 第１６師団第1,2,3,4野戦高射砲隊
  - 第3師団第3野戦照空隊
  - 近衛師団第一野戦照空隊

- 第10軍通信隊
- 野戦瓦斯隊第六中隊、第八小隊
- 第4,7,11,12師団架橋材料中隊
- 第十六師団第一師団渡河材料中隊
- 第一野戦化学実験部
- 第十軍直轄兵站部隊
  - 第3,5,7師団第2兵站司令部
  - 第16兵站輜重兵隊
  - 第3、4,5,6,7兵站自動車中隊
- 第十軍予備馬廠
- 第十軍野戦予備病院
- 第十軍患者輸送部
- 第十軍第1,2兵站病院
- 第十軍兵站病馬廠
- 第1,2後備歩兵団

### 日本海軍
海軍航空隊
- 第1航空戦隊 (龍驤、鳳翔 <艦戦18><艦爆24><艦攻9>)
- 第2航空戦隊 (加賀 <艦戦12><艦爆12><艦攻18>)
- 第3航空戦隊 <水偵30>
- 第1聯合航空隊 (長・大佐戸塚道太郎 <陸攻44><艦戦12>)
- 第2聯合航空隊 (長・大佐三竝貞三 <艦戦24><艦爆24><艦攻18>)

支那方面艦隊
- 第3艦隊 (司令長官・中将長谷川清、参謀長・少将杉山六蔵)
- 第11戦隊 (少将近藤英次郎)
- 上海海軍特別陸戦隊 (司令官・少将大川内伝七)
- 第4艦隊 (司令長官・中将豊田副武)[3]

## 中国軍
首都衛戍軍司令部
- 衛戍司令：唐生智二級上将（保定1期）
- 副司令：羅卓英中将（保定8期）・劉興中将（保定2期、兼江防軍総司令）
- 参謀長：周斕中将（保定2期）、副参謀長：余念慈中将（保定2期）
  - 参謀処長：廖肯中校（黄埔5期）[4]、副処長：林維周
    - 第1科（作戦）科長：譚道平上校（黄埔6期）
- 第2軍団 (軍団長：徐源泉二級上将、陸軍第四中学)ー北方系、東北部配備
  - 第41師 (師長：丁治磐少将、江蘇陸軍軍官教育団正班1期)
    - 第121旅 (張習崇)
    - 第123旅 (芮勤学)

  - 第48師 (師長・徐継武)
    - 第142旅
    - 第144旅 (郭浚)
      - 第287団団長：趙我華
      - 第288団団長：曹毅
- 第66軍 (軍長：葉肇中将、保定6期、副官処長：容正平上校  †)ー広東系、東部配備
  - 第159師 (師長：譚邃、副師長：羅策群（中国語版）少将、黄埔6期  †)
    - 第475旅 (旅長：林偉濤少将)
    - 第477旅 (旅長：謝彩軒（中国語版）少将、西江講武堂[5]  †、副旅長：黄紀福上校、黄埔第11教導隊[6]  †)

  - 第160師 (師長・兼・葉肇、参謀長：司徒非（中国語版）少将、保定6期  †)
    - 第478旅 (旅長・喩英奇（中国語版）少将、西江講武堂)
      - 第955団
      - 第956団団長：蔡如柏上校、広西陸軍幹部養成所  †

    - 第480旅 - 副旅長：莫福如
- 第71軍 (軍長・王敬久)ー中央直系、南部配備
  - 第87師 (師長・沈発藻（中国語版）、副師長：陳頤鼎少将、黄埔3期)
    - 第259旅 (易安華（中国語版）少将、黄埔3期   †)
    - 第260旅 (劉啓雄少将、捕虜)
    - 第261旅 (陳頤鼎少将（兼）、副旅長：孫天放、黄埔1期)       
      - 第521団団長：鄭国選上校
      - 第522団
- 第72軍 (軍長・孫元良（中国語版）中将、黄埔1期)ー中央直系、南部配備
  - 第88師 (兼・孫元良中将、参謀：銭立少校[7])
    - 第262旅（朱赤少将、黄埔3期  †、副旅長：華品章（中国語版）上校、黄埔4期 †)
      - 第524団（韓憲元上校、黄埔3期  †）、団附：胡賛華少校（黄埔7期）  †

    - 第264旅（高致嵩（中国語版）少将、黄埔3期   †、副旅長：李杰少将（黄埔1期）  †、参謀主任：趙寒星中校（黄埔6期）  †[8]
      - 第527団団長：李杰少将
- 第74軍 (軍長：兪済時（中国語版）中将、黄埔1期)ー中央直系、南部配備
  - 第51師 (師長：王耀武少将、黄埔3期)
    - 第151旅 (周志道)
      - 第302団団長：程智上校   †、副団長：徐景明少校   †
        - 第1営営長：鄭浦生少校   †
        - 第3営営長：万琼少校   †

    - 第153旅 (李天霞)
      - 第305団団長：張霊甫上校（黄埔4期）、副団長：常孝徳中校
        - 第1営営長：盧醒少校

      - 第306団団長：邱維達上校
        - 第2営営長：王夢庚少校、黄埔10期

  - 第58師 (師長：馮聖法（中国語版）中将、黄埔1期)
    - 第172旅
    - 第174旅副旅長：劉国用少将、黄埔3期 †)
- 第78軍 (軍長：宋希濂（中国語版）)ー中央直系、北部配備
  - 第36師 (師長：宋希濂)
    - 第106旅 (李志鵬)
    - 第108旅 (劉英)
      - 第216団第1営長：欧陽午

    - 補充旅 (李欽若)
- 第83軍 (軍長：鄧龍光、保定6期)ー広東系、南部配備
  - 第154師 (巫剣雄)
  - 第156師 (李江少将、黄埔6期[9]、参謀長：姚中英（中国語版）少将、黄埔2期   †)
    - 第268旅
    - 第466旅 (王徳全)
    - 第468旅 (黄世途少将、雲南15期、副旅長：李紹嘉 †)
      - 第934団
      - 第935団
- 江防軍 - 総司令：劉興中将、副総司令：曾以鼎少将ー江岸配備
  - 第112師 (霍守義少将、吉林陸軍軍官教練処2期、副師長：李蘭池（中国語版）少将、東北7期 †、参謀長：李寓春上校)
    - 第334旅 (馬万珍少将)
      - 第667団団長：方叔洪上校
      - 第668団団長：崔錫璋上校

    - 第336旅 (李徳明少将)
      - 第671団団長：許賡揚上校（東北6期）
      - 第672団団長：万毅上校

  - 第102師 (柏輝章)
  - 第103師 (何知重、副師長：戴之奇（中国語版）少将（黄埔4期）参謀長：王雨膏上校)
    - 第307旅
      - 第613団団長：羅熠斌上校 †、副団長：魏自選中校 †
        - 第3営営長：劉崧生少校 †

      - 第618団団長：万式炯（中国語版）上校、団附：李益昌中校、梁之模中校
        - 第1営営長：陳紹培少校 †
        - 第2営営長：李仲春少校

      - 第615団団長：周相魁上校
        - 第3営営長：程鵬少校（団長代理）
- 教導総隊-総隊長：桂永清（中国語版）中将（黄埔1期）、参謀長：邱清泉（中国語版）少将（黄埔2期）
  - 第1旅：周振強少将（黄埔4期）、参謀長：万全策少将（西江講武堂） †、参謀主任：馬連桂中校（黄埔5期）
    - 第1団団長：秦士銓上校（黄埔5期）
    - 第2団団長：謝承瑞上校（黄埔4期） †

  - 第2旅：胡啓儒少将（黄埔2期）、副旅長：温祖銓、参謀主任：廖耀湘（中国語版）中校（黄埔6期）
    - 第3団団長：李西開上校（黄埔3期）
    - 第6団団長：劉子淑上校（黄埔4期）

  - 第3旅：馬威竜少将（黄埔4期）、副旅長：雷震上校 †
    - 第4団団長：睢友蘭上校（黄埔3期）
    - 第5団団長：馬威龍少将（兼）、代理：鄧文僖上校（黄埔7期）。

  - 砲兵団長：楼迪善少将（黄埔6期）
  - 騎兵団長：王翰卿
  - 工兵団長：楊厚綵（中国語版）少将（黄埔6期）、団附：鈕先銘上校
  - 軍士団長：呉曙青
  - 輜重営長：郭岐中校（黄埔4期）
- 憲兵司令部・司令：谷正倫、副司令：蕭山令（中国語版）（保定3期） †
  - 憲兵第二団
  - 憲兵第十団団附：郭文燦中校（黄埔5期）[10]
  - 憲兵教導団
- 装甲兵団 (2連、兵団長・杜聿明少将、黄埔1期)
  - 戦車営：胡献群（黄埔6期）
    - 第3連：趙鵠振少校
- 運輸司令部・司令周鏊山
- 首都警備司令部司令：蕭山令（兼）、副司令：桂永清中将（兼）
- 南京衛戍司令部戦砲分隊 - 指揮官：劉介輝中校[11]
- 江寧要塞部隊・要塞司令：邵百昌中将（保定6期）参謀長：曹友儀
  - 龍虎総台部・総台長：黄永誠上校[12]、総台附：趙勛少校
    - 龍(烏龍山)台長：楊少校、副台長：李廷方 †→彭玉山
    - 虎(老虎山＆幕府山甲一台)
      - 甲一台台長：李誠中少校、台附：瀛雲萍上尉

    - 甲二台、獅(獅子山)、馬(馬鞍山)、雨(雨花台)

  - 炮兵第8団1個営、第10団1個営
  - 防空司令部所属砲兵第42団 (長：繆範)
  - 城防通信営
  - 本部特務隊
- 鎮江要塞司令部 - 司令：林顕揚、参謀長：王庚中校、黄埔6期[13][14]
- 江陰要塞司令部 - 司令：許康中将
- 第23集団軍:総司令：劉湘二級上将、副総司令：唐式遵
  - 第21軍 (唐式遵)
  - 第23軍 (潘文華)

### 中国海軍・空軍
- 海軍魚雷快艇文天祥中隊 - 司令：劉功棣
  - 文171号、文42号、文93号，文88号

- 前敵総指揮部・副総指揮：毛邦初空軍上校（黄埔3期、広東航校3期）、参謀長：石邦藩空軍中校（保定航校1期）
  - 南京防空司令部司令：黄鎮球（中国語版）中将
  - 空軍第1軍区・司令官代理：劉牧群空軍中校（保定航校1期）、参謀長：石邦藩空軍中校（兼）
    - 南京総站長：石邦藩空軍中校（兼）
      - 航空委員会特務団第2営営長：楊熙宇（黄埔5期）

  - 第3大隊
  - 第4大隊
  - 第5大隊

### 中国軍の配置
12月3日まで
- 外周陣地[15]（南京周辺25km圏）
  - 牛首山、淳化鎮付近の守備、秣陵関、湖塾鎮[15]　第74軍（第51・58師）
  - 淳化鎮〜伏牛山、句容　66軍（159・160師）[15]
  - 孟塘～竜潭線　第83軍（第154・156師）（後に、第2軍団・徐源泉隷下の第14師、第48師に代わる）
    - 第83軍（第154・156師）は拝経台より竜潭までの伏牛山守備の予定であったが、丹陽〜鎮江に残留[15]
- 複廓陣地[15]（南京城外周）
  - 左地区隊[15]：獅子山・城北一帯（玄武門、紅山、幕府山、挹江門[16]）　第36師・宋希濂部隊
  - 右地区隊[15]：城南・安徳門～雨花台区[15]（水西門、中華門、武定門、雨花台[16]）　第88師
  - 中央地区隊[15]：紫金山～蒋王廟線（光華門、中山門、太平門、天保城）　教導総隊
    - 教導総隊の一部は烏龍山要塞守備[16]を以って長江封鎖線を警戒[15]。

  - 城内[15]：定淮門、漢中門、清涼山　憲兵部隊[16]
  - 河定橋～工兵学校区　第87師・沈発藻部隊
- その他の陣地軍
  - 湯水鎮東西線 第66軍・葉肇所轄の第159師、第160師、第83軍・鄭龍光隷下の第154師、第156師（外囲陣地軍より移動）[17]

12月4日以降
- 第2軍団（10軍）
  - 41師　12月4日下関到着、一部を竜潭、主力棲霞山
  - 38師　12月8日南京到着、烏龍山、楊坊山
- 第71軍団（87師）
  - 87師　12月7-8日高橋門、河定橋、孫氏里
- 第83軍
  - 156師　7日夜麒麟門
  - 154・103師　9日城内
- 112師　9日南京対岸の浦口